# Завод хімії електролізу у Фліксі
Завод хімії електролізу у Фліксі — колишній виробничий майданчик хімічного спрямування на північному сході Іспанії.
Проєкт заводу базувався на ідеї використання гідроресурсу Ебро для продукування різноманітних хімічних продуктів. Проєкт реалізували через створену в 1897 році компанію Sociedad Electro-Quimica de Flix (SEQF), серед засновників якої була германська Chemiske Fabrik Elektron. Виробництво стартувало в 1900-му із випуску хлору та каустичної соди методом електролізу, а також хлориду кальцію.
В наступні десятиліття завод в рази збільшив асортимент своєї продукції, додавши до нього соляну кислоту (1904), хлорат натрію, хлорат калію, тетрахлорметан (продукт реакції хлору та ацетилену), хлорид олова, гідроксид барію, карбонат барію (всі — у 1907), хлорид барію (1912), винна кислота (1914—1918, проте вже в 1920-му її випуск припинили), фторид натрію, перманганат калію (1914—1918), сульфід натрію (1925, виробництво цього продукту тривало до 1972-го), трихлоретилен (результат дегідрохлорування тетрахлорметану, виробництво почалось в 1928-му та тривало до 1996-го), хлорбензен (1947, виробництво цього продукту тривало до 1980-го), гідроксид калію (1949), хлорид заліза (1950), металічний натрій (1951, виробництво цього продукту тривало до 1970-го), піролен (отримують хлоруванням дифенілу, виробництво тривало з 1959 по 1987 роки), вінілацетат (продовження лінійки карбід кальцію — ацетилен, виробництво стартувало в 1960-му), хлорид кальцію (1962), дикальційфосфат (кормова добавка, яку продукували шляхом обробки фосфоритів соляною кислотою з отриманням монокальційфосфату з наступним перетворенням останнього на дикальційфосфат реакцією з карбонатом кальцію та гідроксидом кальцію, виробництво почалось в 1973-му), хлороцтова кислота (продукт реакції трихлоретилену та сульфатної кислоти, випуск стартував в 1981-му).
Ще одним напрямом діяльності був аміачний. У 1922-му почалось продукування аміаку, на синтез якого йшов отриманий унаслідок електролізу водень, а в 1923-му ввели в дію цехи нітратної кислоти та азотного добрива — сульфату амонію (отримують взаємодією аміаку та сульфатної кислоти). В подальшому лінію аміачних продуктів поповнили хлоридом амонію (1947). Крім того, майданчик отримав можливість випускати сульфатну кислоту, сировиною для чого був пірит (1950).
Під час Громадянської війни в Іспанії виробничий комплекс у Фліксі опинився поблизу зони бойових дій та не раз переходив з рук у руки, що супроводжувалося значними пошкодженнями. Після цього ним певний час опікувалась держава, а в 1950-му завод перейшов до Electroquímica de Flix (EQFSA), 75 % якої належало SA Cros (потужний іспанський виробник добрив), а 25 % отримала німецька Hoechst AG. В 1972-му Hoechst AG продала свою частку SA Cros. Наприкінці 1980-х унаслідок злиття SA Cros та Explosivos Rio Tinto (інший великий виробник добрив та хімічних продуктів, що також займався видобутком піритів) виник концерн Ercros, який невдовзі потрапив у скрутне фінансове становище. Згодом він все-таки зміг відновити діяльність і, хоча й втратив активи з виробництва добрив, проте зберіг за собою майданчик у Фліксі, який контролював через дочірню структуру Erkimia.
Станом на середину 1990-х майданчик міг випускати 470 тисяч тонн продукції на рік, з яких 150 тисяч тонн припадало на хлор. При цьому щонайменше з цього десятиліття поставки базової сировини — хлориду натрію — могла забезпечувати належна Ercros копальня Кардона.
У 2017-му через нові екологічні нормативи, що забороняли використання ртутного методу електролізу, виробництво хлору у Фліксі зупинили. Певний час завод і далі продукував дикальційфосфат та соляну кислоту, проте через розірвання контрактів з покупцями був повністю зупинений наприкінці 2022 року. Після цього на майданчику почались роботи з демонтажу та знезараження.